# The Clash of Triton
"The Clash of Triton", também conhecido como "Neptune's Party", é o vigésimo sexto episódio da sexta temporada da série de desenho animado estadunidense SpongeBob SquarePants, e o de número 126 da série em geral. Dirigido por Andrew Overtoom e Alan Smart, o episódio foi escrito por Casey Alexander, Zeus Cervas, Aaron Springer, Steven Banks e Paul Tibbitt. Alexander, Cervas e Springer também atuaram como diretores de storyboard. Por sua vez, a produção contou com a participação de convidados como John O'Hurley, Victoria Beckham e Sebastian Bach.
A série segue as aventuras do personagem-título e seus vários amigos que residem na cidade subaquática Bikini Bottom. Neste episódio, transmitido originalmente nos Estados Unidos pela Nickelodeon em 5 de julho de 2010, o rei Netuno quer comemorar seu aniversário de cinco mil anos no restaurante Krusty Krab, mas ele se demonstra deprimido por causa de seu filho de longa data, Tritão. Determinado a tornar este o aniversário mais feliz do rei e salvar o dia, SpongeBob sai em busca de Tritão para trazê-lo a festa.
"The Clash of Triton" obteve uma audiência de 5,2 milhões de telespectadores. Após o lançamento, recebeu críticas geralmente positivas por parte dos críticos de televisão.

## Produção
"The Clash of Triton" foi escrito por Casey Alexander, Zeus Cervas, Aaron Springer, Steven Banks e Paul Tibbitt, com a direção de Andrew Overtoom e Alan Smart, este último como supervisor. Alexander, Cervas e Springer também atuaram como diretores de storyboard. O escritor Steven Banks disse que a equipe de roteiristas apreciara a ideia do episódio apresentar deuses e da representação de Tritão como um adolescente raivoso lidando com o pai. "Tudo remonta à tragédia grega", afirmou. O episódio foi transmitido originalmente nos Estados Unidos pela Nickelodeon em 5 de julho de 2010.
Além do elenco regular, a cantora inglesa Victoria Beckham foi convidada a participar do episódio, estrelando como a esposa do rei Netuno, a rainha Anfitrite. Segundo fonte anônima, o papel fora criado pelos roteiristas especialmente para ela. A ex-Spice Girls aceitou o papel porque seus filhos Brooklyn, Romeo e Cruz são fãs da série e ficaram empolgados quando a mãe lhes contou sobre a participação e esperaram assistir o episódio com ela.
Beckham realizou a gravação em um dia no final de 2008, e alegou que estava "emocionada" em fornecer sua voz na participação especial. Além dela, outros dois convidados participaram do episódio: o ator de Seinfeld, John O'Hurley, que fez a voz do rei Netuno, e o vocalista da banda Skid Row, Sebastian Bach, como a voz de Tritão.
Segundo Sarah Noonan, vice-presidente de talentos e elenco da Nickelodeon, as ideias para as vozes de convidados geralmente são dos roteiristas e produtores executivos. Steven Banks disse que "a parte mais difícil foi para Sebastian", porque Banks "estava tão satisfeito que ele realmente poderia soar como um adolescente com o rosto cheio de espinhas." O presidente de animação da Nickelodeon, Brown Johnson, também se manifestou: "Estamos felizes em ter um grupo tão talentoso e eclético de celebridades emprestando suas vozes a este especial de SpongeBob [...] Victoria [Beckham], John [O'Hurley] e Sebastian [Bach] realmente trouxeram a família real da Bikini Bottom à vida."
Em 13 de julho de 2010, a Paramount Home Entertainment e a Nickelodeon anunciaram o lançamento do episódio em DVD, onde foi intitulado "Triton's Revenge". O DVD apresenta seis outros episódios: Sand Castles in the Sand, Shell Shocked, Chum Bucket Supreme, Single Cell Anniversary, Tentacle-Vision e I Heart Dancing, além de bônus especiais, como curtas dos capítulos de SpongeBob e episódios de Fanboy e Chum Chum. "The Clash of Triton" também foi lançado no DVD de compilação da sexta temporada da série.

## Enredo
O rei Netuno quer comemorar seu aniversário de cinco mil anos no restaurante Krusty Krab. SpongeBob e os demais funcionários não poupam despesas para a festa de gala, estendendo o tapete vermelho para receber a família real. Apesar da festa em si, o espírito do rei é derrubado pela ausência de seu filho Tritão, estragando as festividades para todos, especialmente para sua esposa, a rainha Anfitrite. Tritão foi banido e preso numa gaiola em uma ilha deserta no céu, até estar pronto para ser um deus apropriado, tendo desagrado a seu pai com seus crescentes interesses pelo mundo mortal.
Determinado a tornar este o aniversário mais feliz do rei de todos os tempos e salvar o dia, SpongeBob sai para encontrar Tritão e trazê-lo à festa. Uma vez encontrado, Tritão inicialmente ignora SpongeBob, mas depois de cheirar o hálito terrivelmente malcheiroso do protagonista, o filho do rei pede-lhe que abra a fechadura. Incapaz de descobrir a combinação, SpongeBob chama Patrick para ajudá-lo. A estrela-do-mar consegue libertar o príncipe que, por sua vez, escapa da ilha. Ninguém antecipa a ira de Tritão, que começa a destruir a cidade. Percebendo que algo está errado no restaurante, SpongeBob e Patrick entram pela porta dos fundos e descobrem que os convidados e seus amigos estão presos em uma gaiola. Patrick novamente consegue abrir a gaiola; Netuno, agora livre, alcança seu filho sem ser capaz de tolerar os erros dele, mas, ao ver como Tritão destruiu a cidade, o rei fica satisfeito por seu filho estar, finalmente, usando seus poderes, tornando-se um sucessor digno.

## Repercussão
A estreia de "The Clash of Triton" atraiu um total de 5,2 milhões de espectadores acima de 2 anos de idade. Sendo 2,8 milhões de crianças entre 2 e 11 anos; desde número, 2 milhões de espectadores eram da faixa de 6 a 11 anos. Além de 1,5 milhões de adolescentes entre 9 e 14 anos. Por sua vez, o website SpongeBob.com teve sua semana com mais acessos em 2010, com 1,4 milhões de visitantes únicos, 15,1 milhões de visualizações de páginas e 5,7 milhões de sessões no total de jogos. Além disso, o novo game semanal baseado no especial gerou 1,2 milhões de sessões de jogos.
O episódio recebeu mistas geralmente positivas por parte dos críticos especializados. Steve Earhart chamou o episódio de "um especial hilariante que funciona perfeitamente com os seis outros episódios peculiares e loucos." Shannon Gosney do The Mommy-Files disse que "você vai amar esse especial [...]". Em sua crítica, a contribuinte do About.com, Nancy Basile, disse que "foi engraçado e cativante o suficiente para fazer valer a pena assistir". Além dela, Gord Lacey, do TV Shows on DVD, afirmou: "Gostei de 'Clash of the Triton', e o episódio bônus de Fanboy & Chum Chum foi apresentável." Por sua vez, Ken Tucker do Entertainment Weekly afirmou que: "Os valores de SpongeBob permanecem intactos. As piadas de fogo-rápido do roteiro, a paleta de cores descontroladamente brilhante do programa, e a ausência resoluta da série de mensagens pesadas se combinam para dar ao SpongeBob de Stephen Hillenburg sua energia aventureira". Ele acrescentou que "[Bob Esponja] SquarePants não parece ficar velho, não é?"
Em contraste, Maxie Zeus, da Toon Zone, disse que "o enredo não é nem mesmo bem estruturado, sendo frouxo e ineficiente em passar de uma situação para outra". Acrescentando que "todo episódio especial é assim: os pontos da trama se desenrolam desajeitadamente para 'motivar' outros pontos da trama, que estão lá apenas para motivar ainda mais pontos de trama. Mas de alguma forma, enquanto estavam distraídos com todo esse maquinário de chiado, eles esqueceram de colocar qualquer humor de verdade." Paul Mavis do DVD Talk disse: "'The Clash of Triton' gasta muito tempo em exposição, estabelecendo a premissa do curta, enquanto poupa o que deveria ter sido uma prioridade: as piadas." Por sua vez, Roy Hrab, em sua resenha para o DVD Verdict, fez um comentário negativo ao DVD do episódio, afirmando que os "barulhos altos e a ação frenética enchem a tela com pouco ou nenhum propósito. São apenas frases de efeito e não há piadas ou configurações inteligentes".